# Augouardia letestui
Augouardia es un género monotípico de plantas de la subfamilia Caesalpinioideae dentro de la familia de las legumbres Fabaceae. Su única especie, Augouardia letestui Pellegr., es originaria de zonas tropicales de África, donde se encuentra en Gabón.

## Descripción
Es un árbol que alcanza los 20 m de altura con numerosos troncos; el fruto es una vaina de 14 × 5 cm de longitud, las hojas pueden confundirse con las de Dialium soyauxii.

## Taxonomía
Augouardia letestui fue descrita por  François Pellegrin y publicado en Bulletin de la Société Botanique de France 71: 310. 1924.